# Chris Tierney
Chris Tierney (Wellesley, 9 januari 1986) is een Amerikaans profvoetballer die bij voorkeur als linksback speelt. In 2008 tekende hij een contract bij New England Revolution, waarvoor hij sindsdien meer dan 150 wedstrijden speelde.

## Clubcarrière
Tierney werd als dertiende gekozen in de MLS Supplemental Draft 2008. Zijn debuut maakte hij op 1 juli 2008, in een U.S. Open Cup wedstrijd tegen Richmond Kickers. In die wedstrijd gaf hij twee assists. In 2010 werd Tierney een basisspeler voor New England. Zijn eerste professionele doelpunt maakte hij op 4 september 2010 tegen Seattle Sounders. In de finale van de MLS Cup in 2014 maakte hij voor New England de 1-1 tegen Los Angeles Galaxy. New England verloor de wedstrijd echter wel met 2-1. Tierney staat bekend om zijn voorzetten die hij geeft met een verfijnd linkerbeen.